# Минц, Лев Миронович
Лев Миро́нович Минц (1937, Москва — 30 ноября 2011) — советский и российский этнограф, педагог, журналист и писатель. Кандидат исторических наук.

## Биография
Родился в 1937 году в Москве.
Окончил географический факультет МГУ имени М. В. Ломоносова.
Проходил службу в Советской армии.
В 1985 году защитил диссертацию на соискание учёной степени кандидата исторических наук по теме «Система питания венгров: к изучению этнокультурных связей по истории венгерской кухни» (специальность 07.00.07 — этнография).
Затем ему было присвоено звание доктора философии Карлова университета в Праге.
С 1967 по 1999 год работал в журнале «Вокруг света», где как редактор и автор вел тематические разделы, посвященные этнографии и страноведению.
Затем преподавал в Институте журналистики и литературного творчества при Союзе журналистов России, Академии Федеральной службы безопасности России и в других московских вузах.
В 1995 году сыграл в выпуске телеигры «Своя игра» от 25 января 1995 года.
Лев Минц был частым гостем на радиостанциях «Эхо Москвы», «Маяк», «Свобода», сотрудничал с телепередачей «Клуб путешественников».
В 2008—2011 годах были изданы его книги «Котелок дядюшки Ляо, или занимательная этнография», «Придуманные люди с острова Минданао» (рассказы о профессии этнографа), «Блистательный химьяр и плиссировка юбок» (очерки по еврейской истории и культуре). Также Лев Минц был научным редактором «Энциклопедии народов мира»
Стал прототипом Льва Христофоровича Минца, героя произведений Кира Булычёва (Игоря Можейко), друга Льва Минца. Выступал в качестве научного консультанта в фильме «Подземелье ведьм», работая вместе со съёмочной группой над созданием характерной речи и языка аборигенов планеты и дикарей.

## Научные труды

### Монографии
- Дридзо А. Д., Минц Л. М. Люди и обычаи: Этнографические очерки для школьников. — М.: Просвещение, 1976. — 175 с.
- Минц Л. М. Сломанные стрелы: Этнографические очерки. — М. : Просвещение, 1991. — 223 с. ISBN 5-09-002618-1
- Минц Л. М. Последние из каменного века. — М. : Просвещение, 1981. — 191 с.
- Минц Л. М. Котелок дядюшки Ляо, или Занимательная этнография. — М.: Ломоносовъ, 2012. — 256 с. — (История. География. Этнография.). — 1000 экз. — ISBN 978-5-91678-160-1. (в пер.)
- Минц Л. М. Блистательный Химьяр и плиссировка юбок: не вполне учёные заметки о еврейской географии, истории, этнографии и социологии с элементами лингвистики. — М.: Ломоносовъ, 2011. — 272 с. — (История. География. Этнография.). — 1000 экз. (в пер.)
- Минц Л. М. Придуманные люди с острова Минданао. — М.: Ломоносовъ, 2010. — 288 с. — (История. География. Этнография.). — 1000 экз. — ISBN 978-5-91678-051-2. (в пер.)

### Научная редакция
- Сто народов, сто языков: Этнографические очерки о народах Евразии: Для детей / Под ред. Л. М. Минца. — М. : Просвещение, 1992. — 197, [11] с. ISBN 5-09-003499-0
- Расы и народы / Анчабадзе Ю. Д. и др.; науч. ред. Л. М. Минц. — М.: ОЛМА Медиа Групп, 2007. — 639 с. ("Руссика" : Иллюстрированная энциклопедия).; ISBN 978-5-373-00654-5
- Народы мира: энциклопедия / Анчабадзе Ю. Д. и др.; науч. ред. Л. М. Минц. — М.: ОЛМА Медиа Групп, 2007. — 639 с. ISBN 978-5-373-01057-3
- Большая энциклопедия народов: для школьников и студентов / науч. ред. Л. М. Минц. — М. : ОЛМА Медиа Групп, 2007. — 639 с. ISBN 978-5-373-01053-5
- Страны и народы / науч. редакторы : Л. М. Минц, Д. И. Люри. — М.: ОЛМА Медиа Групп, 2008. — 630 с. ISBN 978-5-373-01680-3